# Lễ hội đạp xe khỏa thân thế giới

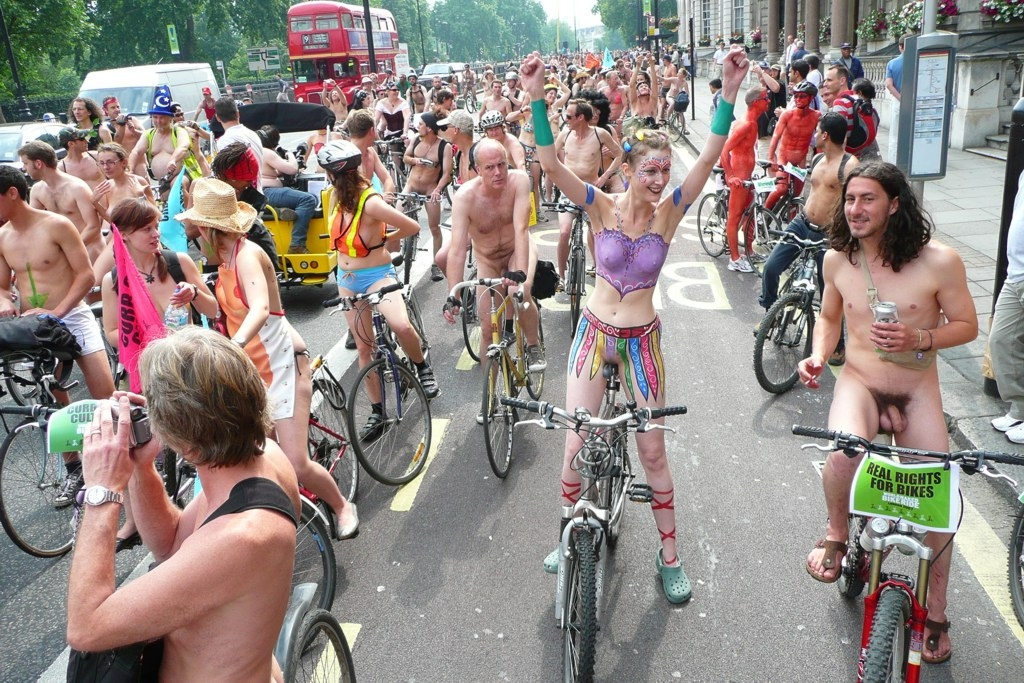
Người tham dự lễ hội đạp xe khoả thân thế giới tại London.

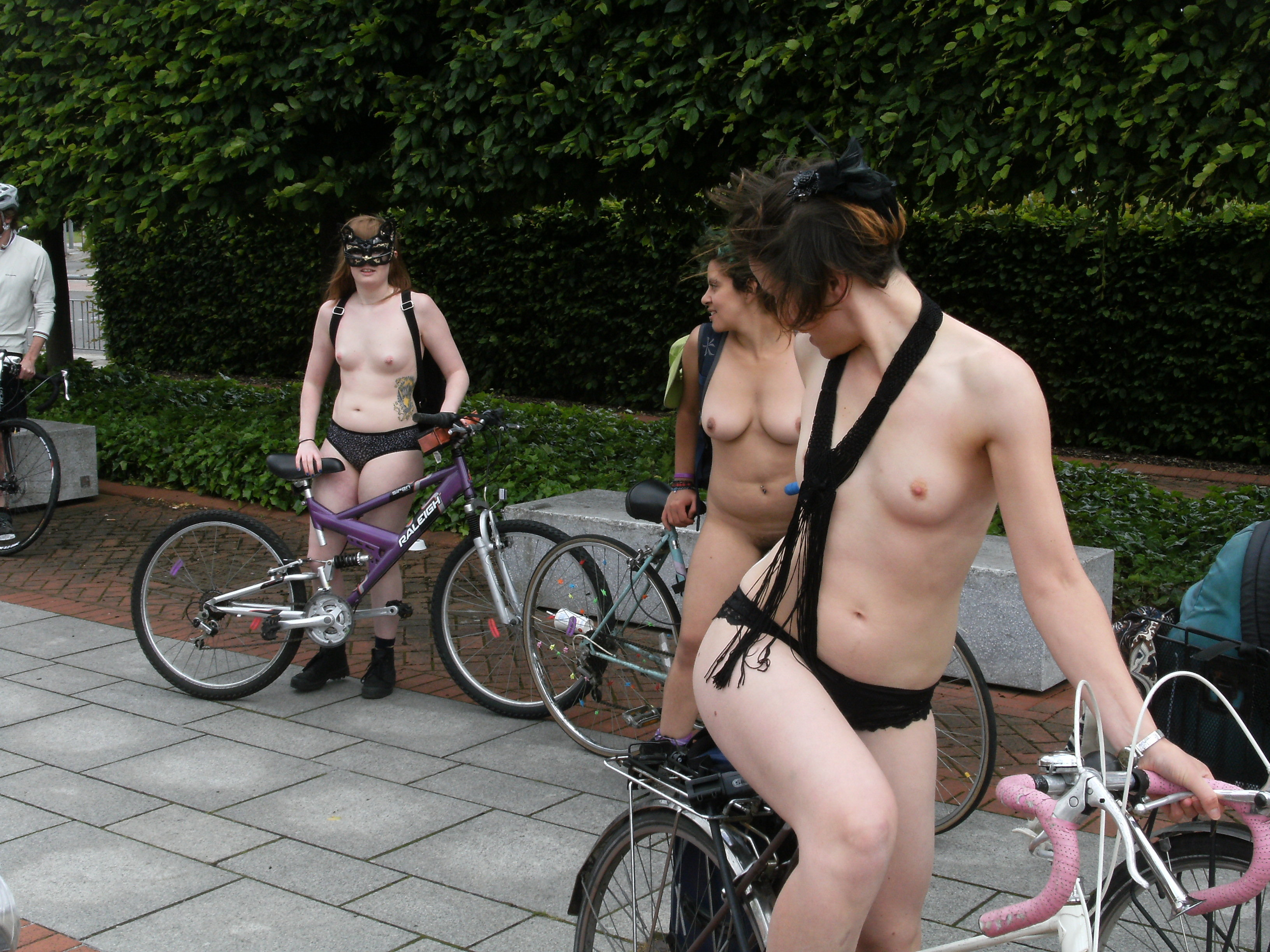
Cởi trần đạp xe ở xứ Wales

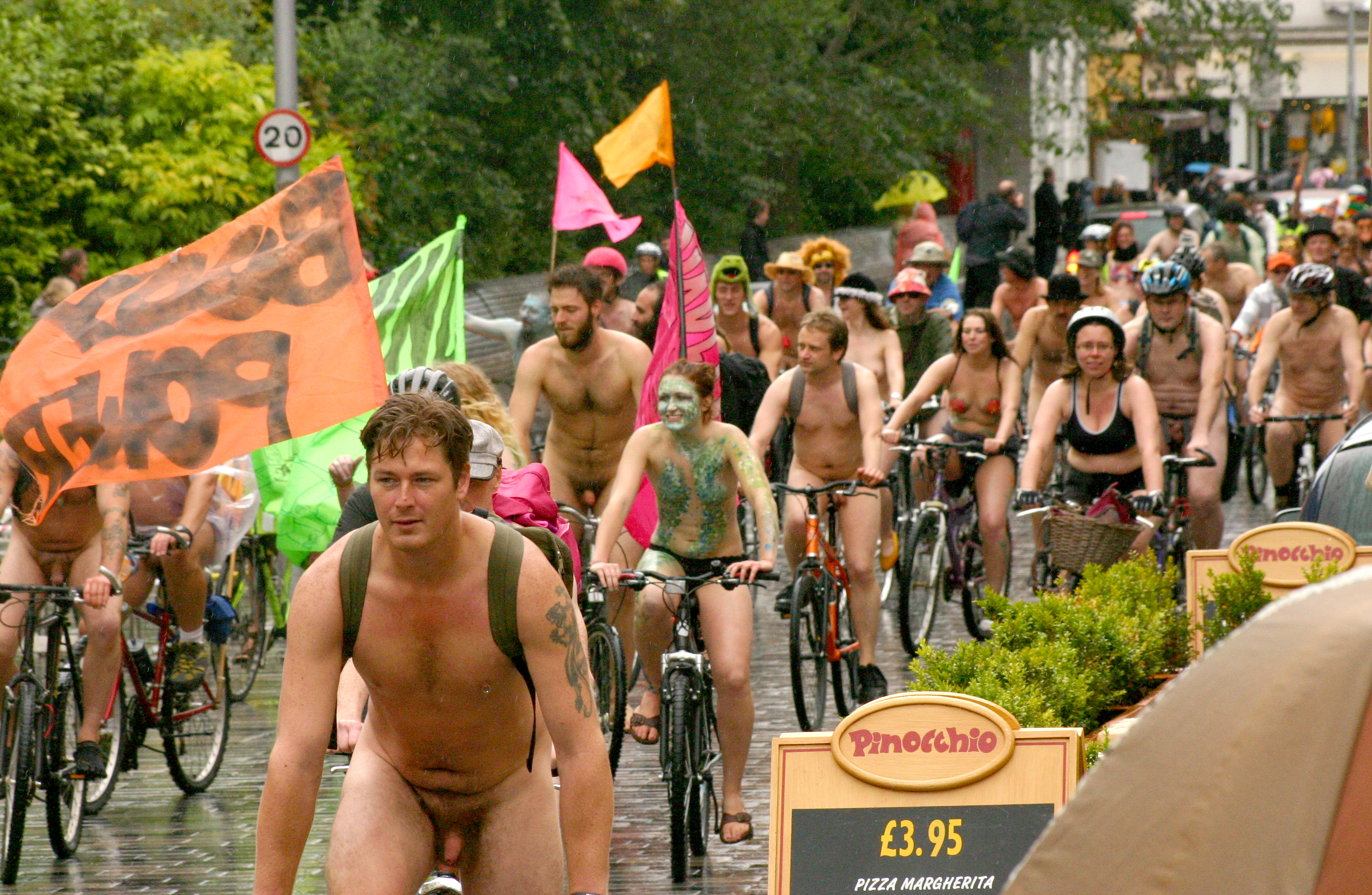
Lễ hội đạp xe khoả thân thế giới năm 2011 tại Brighton

World Naked Bike Ride (WNBR), Lễ hội đạp xe khoả thân thế giới, hay Diễu hành đạp xe khoả thân thế giới, được tổ chức hàng năm tại thị trấn và các thành phố lớn trên toàn thế giới giúp nâng cao nhận thức về vấn đề an toàn cho người tham gia giao thông đồng thời mang theo thông điệp chống biến đổi khí hậu, một cái nhìn tích cực về một thế giới sạch hơn, an toàn hơn.. Trang phục phương châm motto là "Hãy dám cởi trần" ("bare as you dare").

## Sự lan tỏa trên thế giới
Các WNBR 2004 thấy các sự kiện trong 28 thành phố, trong mười quốc gia trên bốn châu lục. Đến năm 2010, WNBR đã mở rộng đến giai đoạn cưỡi ở 74 thành phố, tại 17 quốc gia, từ Mỹ đến Vương quốc Anh và Hungary tới Paraguay.

## Sự kiện
Ngày 29/6/2015 tại Portland, Mỹ, hàng nghìn người xuống đường trong tình trạng không mảnh vải che thân để tham gia vào Cuộc đua xe đạp “thoát y” lần thứ 12 diễn ra thường niên trên thế giới.